# Il Popolo
«По́поло» (итал. Il Popolo — «Народ») — политическая ежедневная газета, основанная 5 апреля 1923 года Джузеппе Донати.

## История
Газета основана Джузеппе Донати 5 апреля 1923 года, 9 октября 1924 года она стала официальным печатным органом Итальянской народной партии Дона Луиджи Стурцо. 19 ноября 1925 года издание газеты было запрещено фашистским режимом, Джузеппе Донати умер в эмиграции в Париже в 1931 году. В 1943 году газета стала печататься подпольно, а в июле 1944 года стала официальным органом Христианско-демократической партии и сохраняла эту роль до роспуска партии в 1994 году. В тот же период возникла новая Итальянская народная партия, и «Пополо» стала её официальным изданием. В 2003 году издание окончательно прекратилось.